# Bermudas en los Juegos Olímpicos de Sídney 2000
Las Bermudas estuvieron representadas en los Juegos Olímpicos de Sídney 2000 por un total de 6 deportistas, 4 hombres y 2 mujeres, que compitieron en 4 deportes.
La portadora de la bandera en la ceremonia de apertura fue la amazona Mary Jane Tumbridge. El equipo olímpico bermudeño no obtuvo ninguna medalla en estos Juegos.